# Brugada sindrom
Brugada sindrom je genetski poremećaj koji se nasleđuje autosomno dominantno sa varijabilnom ekspresijom. Opisan je s kraja 20. veka, kao novi klinički entitet, koji se karakteriše tipičnim promenama na EKG-u (blokom desne grane i perzistentnom elevacijom ST segementa u desnim prekordijalnim odvodima (V1-V3)).
Najčešće kliničke manifestacije su životno ugrožavajuće aritmije, česta ventrikularna fibrilacija ili polimorfna ventrikularna tahikardija, palpitacije, fibrilacija pretkomora, sinkopa ili iznenadni srčani arest. 
Mnogi faktori mogu izazvati pojavu tipičnog EKG nalaza; visoka temperatura, blokatori natrijumovih kanala, lekovi i određena klinička stanja. Dijagnoza se obično postavlja nakon klinički značajnog događaja u kome je pacijent sa tipičnim EKG nalazom, na kojem se mora pokazati BrP tipa 1, spontano ili nakon indukcije blokatorima natrijumovih kanala. Po postavljanju dijagnoze svakome pacijentu treba se proceniti rizik od razvoja malignih ventrikularnih aritmija i nagle srčane smrti.
Terapija izbora za prevenciju naprasne srčane smrti je ugradnja implatabilnog kardioverter defibrilatora kod bolesnika koji su imali ventrikularnu tahikardiju ili ventrikularnu fibrilaciju i kod onih kojima se elektrofiziološkim ispitivanjem indukuju maligni ventrikularni poremećaji ritma.

## Epidemiologija
Morbiditet/mortalitet
Incidencija bolesti je oko 5 na 10.000 stanovnika i, vodeći je uzrok smrti muškaraca mlađih od 50 godina u regionima sveta gde je nasledni sindrom javlja endemično.
Incidencija iznenadne smrti u opštoj populaciji (u dobi od 7 do 64 godine) je 1,34 na 100.000 osoba godišnje. Od ove brojke njih 20% ne pokazuju strukturne abnormalnosti u srcu.
Polne razlike
Epizode ventrikularne fibrilacije češće se javljaju kod muškaraca, i oni imaju 5,5 puta veći rizik od iznenadne smrti nego žene.
Rasne razlike
Prevalencija Brugada sindroma veća je u Aziji nego u Evropi i Sjedinjenim Američkim  Državama. Brugada sindrom tipa 1 češći je u Aziji (0% –0,36%) i Evropi (0% –0,25%) nego u Sjedinjenim Američkim Državama (0,03%). Tip 2 i tip 3 zastupljeniji su u Aziji (0,12% –2,23%) nego u Evropi (0,0% –0,6%) ili Sjedinjenim Američkim Državama (0,02%).
Starosne razlike
Prevalencija tipa 1 kod dece iznosi 0,005%, što je mnogo niže nego kod odrasle populacije.  
Od ukupne neočekivane iznenadne smrti, smrtnost kod mladiih od Brugada sindroma je između 4 i 12%.

## Etiopatogeneza
Brugada sindrom se nasleđuje autosomno dominantno, sa nepotpunom penetracijom u zahvaćenim porodicama.  U osnovi njegovog nastanka je otprilike više od 250 patoloških varijacija u 18 različitih gena koji kodiraju za natrijumove, kalijumove i kalcijumove kanale i proteine povezane sa tim kanalima.
Prva otkrivena mutacija bila je mutacija SCN5A gena koji kodira za natrijumove voltažne kanale u srcu. I pored velikog broja dosad otkrivenih mutacija, samo je kod otprilike 35% bolesnika utvrđen genetski uzrok. U 30% otkrivena je kao vodeća otkrivena mutacija SCN5A gena (koja dovodi do poremećaja funkcije natrijumovih kanala. ), a za sve ostale gene utvrđeno je da se javljaju u 5% slučajeva.
| Protein                          | Nasleđivanje                  | Lokus                                           | Gen                                   |
| -------------------------------- | ----------------------------- | ----------------------------------------------- | ------------------------------------- |
| Natrijumov kanal                 | Autosomno dominantno          | 3p21-p24 3p22.3 19q13.1 11q24.1 11q23.3 3p22.2  | SCN5A GPD1-L SCN1B SCN3B SCN2B SCN10A |
| Sa natrijumovim kanalom povezani | Autosomno dominantno          | 17p13.1 3p14.3 12p11.21                         | RANGRF SLMAP PKP2                     |
| Kalijumov kanal                  | Autosomno dominantno X-vezano | 12p12.1 11q13-q14 12p12.1 15q24.1 1p13.2 Xq22.3 | ABCC9 KCNE3 KCNJ8 HCN4 KCND3 KCNE5    |
| Kalcijumov kanal                 | Autosomno dominantno          | 2p13.3 10p12.33 7q21-q22 19q13.33               | CACNA1C CACNB2B CACNA2D1 TRPM         |

## Dijagnoza

### Elektrofiziološki nalaz
Ventrikularne aritmije mogu nastati kao posledica heterogenosti refraktornih perioda u miocitima desne komore. Ta heterogenost nastaje zbog istovremenog postojanja normalnih i abnormalnih natrijumovih kanala u istom tkivu i drukčijeg efekata struje natrijuma na tri sloja srca (endokard, miokard i epikard).
U miocitima sa abnormalnim natrijumovim kanalima inicijalna depolarizacija u fazi 0 akcijskog potencijala može biti smanjena, a učinak  struje može biti značajniji nego u miocitima sa normalnim kanalima. To rezultuje slabijom inicijalnom depolarizacijom i smanjenom aktivacijom kalcijumovih kanala koji održavaju stanje depolarizacije tokom faze 2 akcijskog potencijala zbog čega ona može biti značajno skraćena.
Ćelije s abnormalnim natrijumovim kanalima i posledično smanjenom funkcijom ne mogu dovesti do
širenja akcijskog potencijala zbog čega nastaje lokalizovani blok sprovođenja. Međutim zbog skraćenja faze 2, te iste ćelije imaju kraći refraktorni period i oporavljaju ekscitabilnost ranije od ostalih normalnih ćelija u okolini. Istovremeno postojanje lokalizovanog bloka provođenja i skraćenja refraktornog perioda omogućuje nastanak lokalizovanog kružnog ritma faze 2. Posledica toga je nastanak preuranjenih ventrikularnih kontrakcija koje mogu uzrokovati nastanak
ventrikularnih aritmija. Ove promene najizraženije su u epikardijalnim ćelijama koje su
okružene miocitima heterogenih refraktornih perioda, pogotovo u epikardu desne komore
EKG nalaz
S obzirom na EKG nalaz, opisana su tri karakteristična obrasca. 
- Tip 1  — sa elevacijom ST segmenta > 2 mm u dva ili više desna prekordijalna odvoda (V1 – V3) uz negativne T talase.
- Tip 2 —  sa elevacijom ST segmenta > 2 mm u desnim prekordijalnim odvodima uz pozitivne ili bifazne T talase.
- Tip 3 —  kao jedan od prethodna dva obrasca u kojem je elevacija ST segmenta < 1 mm [тражи се извор]

- Tip 1 EKG u Brugada sindromu
- Type 2 EKG u Brugada sindromu

## Klinička slika
Većina pacijenata je asimptomatska, a prvi simptom je najčešće sinkopa. Kao i kod sindroma produženog QT intervala i u ovom sindromu postoji veliki rizik od nastanka iznenadne srčane smrti.
Oko 20% bolesnika razvije supraventrikularne aritmije, najčešće fibrilaciju pretkomora koja može biti prvi simptom.  Iznenadni srčani zastoj također može biti jedan od prvih simptoma u do jedne trećine bolesnika. Aritmije se događaju u srednjoj životnoj dobi, češće noću nego danju i češće u snu nego u budnom stanju. Najčešće dolazi do ventrikularne fibrilacije ili polimorfne ventrikularne tahikardije. Prema dosadašnjim studijama srčani zastoj se ne događa za vreme fizičke aktivnosti ili napora. Česti su poremećaji disanja tokom spavanja u Brugada sindromu, pogotovo kod bolesnika koji poseduju kriterijume za visoki rizik od razvoja ventrikularnih aritmija i nagle srčane smrti. Može se javiti i apneja i hipopneja u snu.

## Terapija
Terapija izbora kod bolesnika sa sindromom Brugada je ugradnja implatabilnog kardioverter defibrilator (engl. implantable cardioverter defibrilator – ICD) u cilju primarne i sekundarne prevencije malignih ventrikularnih poremećaja ritma.
Bolesnici koji su na terapiji amiodaronom i beta blokatorom imaju manji mortalitet (26%) nego oni bez terapije (31%), a bolesnici kojima je ugrađen ICD uglavnom su preživeli.
Genska terapija je terapija budućnosti za bolesnike sa sindromom Brugada, kao i drugih
električnih bolesti srca kao što su Long QT sindrom, Short QT sindrom, Short-Coupled variant Torsades de Pointes, Anderson-Tawil-ov sindrom itd.

## Galerija
- Primere EKG pacijenata sa Brugada sindromom

## Literatura
- Nademanee K, Veerakul G, Nimmannit S, Chaowakul V, Bhuripanyo K, Likittanasombat K;  . (1997). „Arrhythmogenic marker for the sudden unexplained death syndrome in Thai men”. Circulation. 96 (8): 2595—600. PMID 9355899. doi:10.1161/01.cir.96.8.2595..
- Chen Q, Kirsch GE, Zhang D, Brugada R, Brugada J, Brugada P;  . (1998). „Genetic basis and molecular mechanism for idiopathic ventricular fibrillation”. Nature. 392 (6673): 293—6. Bibcode:1998Natur.392..293C. PMID 9521325. doi:10.1038/32675..
- Wichter, T. (2008). „What role for autonomic dysfunction in Brugada Syndrome? Pathophysiological and prognostic implications”. Europace. 10 (7): 782—3. PMID 18467300. doi:10.1093/europace/eun117..

## Spoljašnje veze
- BrugadaDrugs.org, contains a list of drugs to avoid in people with the Brugada syndrome (језик: енглески)
- „GeneReviews: Brugada syndrome”. Архивирано из оригинала 27. 09. 2007. г. (језик: енглески)

|  | Molimo Vas, obratite pažnju na važno upozorenje u vezi sa temama iz oblasti medicine (zdravlja). |